# Veines intercostales postérieures
Les veines intercostales postérieures (ou veines intercostales aortiques) sont des veines qui drainent les espaces intercostaux postérieur. Elles se déplacent avec leur artère intercostale postérieure correspondante sur la face inférieure de la côte, la veine au-dessus de l'artère. Elles sont anastomosées avec les veines intercostales antérieures, liant en avant les veines thoraciques internes, les veines diaphragmatiques et musculaires abdominales avec les veines azygos en arrière.
Chaque veine envoie également une branche dorsale qui draine le sang des muscles du dos.
Il y a onze veines intercostales postérieures de chaque côté. Leurs modèles sont variables, mais elles sont généralement organisées de cette manière : 
- la 1re veine intercostale postérieure, veine intercostale suprême, se draine dans la veine brachiocéphalique ou la veine vertébrale ;
- les 2e et 3e (et souvent 4e) veines intercostales postérieures se drainent dans la veine intercostale supérieure ;
- les 5e-11e veines intercostales postérieures se drainent dans la veine azygos à droite, ou dans la veine hémi-azygos et la veine hémi-azygos accessoire à gauche ;
- la veine subcostale passe au-dessous de la nervure inférieure de la 12ème côte et s'abouche dans la veine azygos, considérée par certaines sources comme une veine intercostale (même si elle ne se déplace pas entre deux côtes).

## Variabilité
Chez les individus ne possédant pas de veine intercostale supérieure, les six premières veines se drainent dans la veine hémiazygos accessoire, et dans la veine azygos pour les 7ème-11ème veines.